# Landgericht Braunsberg

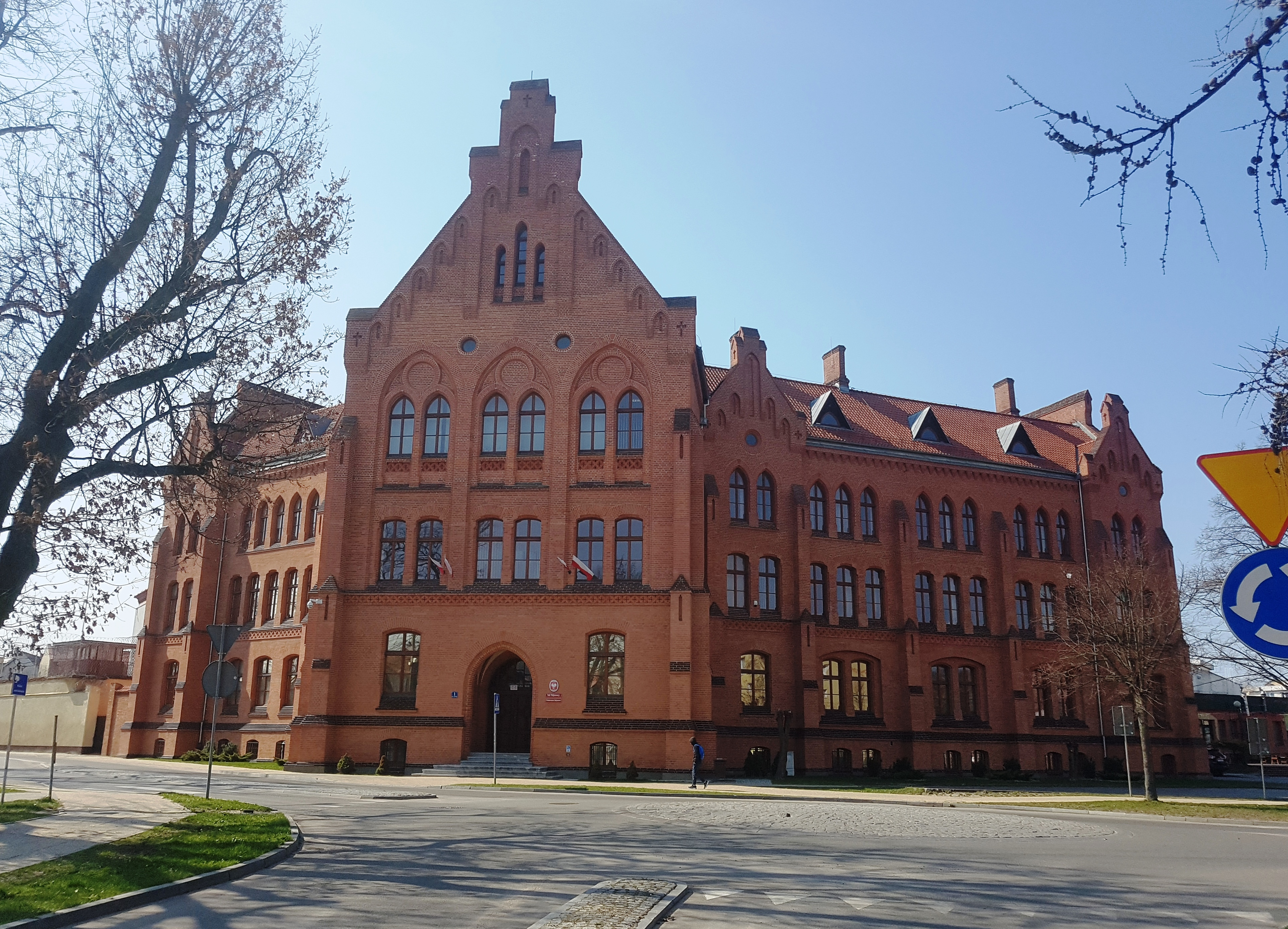
Das Gebäude des Landgerichtes in Braunsberg, erbaut 1879

Das Landgericht Braunsberg war ein preußisches Gericht der ordentlichen Gerichtsbarkeit im Bezirk des Oberlandesgerichtes Königsberg mit Sitz in Braunsberg.

## Geschichte
Das königlich preußische Landgericht Braunsberg wurde mit Wirkung zum 1. Oktober 1879 als eines von sieben Landgerichten im Bezirk des Oberlandesgerichtes Königsberg gebildet. Der Sitz des Gerichtes war Braunsberg. Das Landgericht war danach für die Kreise Braunsberg, Heiligenbeil, Mohrungen und Preußisch Holland zuständig. Ihm waren folgende zehn Amtsgerichte zugeordnet:
| Amtsgericht                   | Sitz              | Bezirk |
| ----------------------------- | ----------------- | --- |
| Amtsgericht Braunsberg        | Braunsberg        | Kreis Braunsberg ohne den Teil, der den Amtsgerichten Mehlsack und Wormditt zugeordnet war |
| Amtsgericht Heiligenbeil      | Heiligenbeil      | Kreis Heiligenbeil ohne den Teil, der dem Amtsgericht Zinten zugeordnet war |
| Amtsgericht Preußisch Holland | Preußisch Holland | Kreis Preußisch Holland ohne den Teil, der den Amtsgerichten Liebstadt und Mühlhausen zugeordnet war |
| Amtsgericht Liebstadt         | Liebstadt         | aus dem Kreis Mohrungen der Stadtbezirk Liebstadt und die Amtsbezirke Herzogswalde, Rosenau, Stellen und Waltersdorf sowie aus dem Gutsbezirk Reichertswalde die Vorwerke Gudnik, Froßgillgehnen, Hartwichm Sorrehnen und Stobnitt; Dazu kamen aus dem Kreis Preußisch Holland die Amtsbezirke Döbern, Podangen, Reichwalde, Schwöllmen, Spanden, und Schmauch (ohne den Gemeindebezirk Bordehnen). |
| Amtsgericht Mehlsack          | Mehlsack          | aus dem Kreis Braunsberg der Stadtbezirk Mehlsack und die Amtsbezirke Langwalde, Layß, Lichtenau, Peterswalde, Plauten, und Woynitt |
| Amtsgericht Mohrungen         | Mohrungen         | Kreis Mohrungen ohne den Teil, der den Amtsgerichten Liebstadt und Saalfeld zugeordnet war |
| Amtsgericht Mühlhausen        | Mühlhausen        | aus dem Kreis Preußisch Holland der Stadtbezirk Mühlhausen und die Amtsbezirke Carwinden, Deutschendorf, Lauck, Neumünsterberg, Neumark, Schlobitten, Schlodien und Sumpf |
| Amtsgericht Saalfeld          | Saalfeld          | aus dem Kreis Mohrungen der Stadtbezirk Saalfeld und die Amtsbezirke Arnsdorf, Auer, Bauditten, Altchristburg, Forst Altchristburg, Dittersdorf, Gerswalde, Hanswalde, Jäskendorf, Karnitten, Koschainen, Kuppen, Liebwalde, Maldeuten, Preußisch-Mark, Miswalde, Münsterberg, Prökelwitz, Sassen, Terpen, Weepers und Weinsdorf                                                                    |
| Amtsgericht Wormditt          | Wormditt          | aus dem Kreis Braunsberg der Stadtbezirk Wormditt und die Amtsbezirke Basien, Carben, Heinrikau, Migehnen und Tüngen |
| Amtsgericht Zinten            | Zinten            | aus dem Kreis Heiligenbeil der Stadtbezirk Zinten und die Amtsbezirke Arnstein, Brandenburg, Eichholz, Hermsdorf, Jäcknitz, Groß Klingbeck, Kukehnen, Laukitten, Ludwigsort, Maraunen, Pellen, Pokarben, Pohren, Pörschken, Rippen, Schönwalde und Wesselshöfen |

Der  Landgerichtsbezirk  hatte 1888 zusammen 197.543 Einwohner. Am Gericht waren ein Präsident, zwei Direktoren und sieben Richter tätig.
Im Jahre 1945 wurden der Landgerichtsbezirk unter polnische bzw. sowjetische Verwaltung gestellt und die deutschen Einwohner vertrieben. Damit endete auch die Geschichte des Landgerichtes Braunsberg.

## Gerichtsgebäude
Das Land- und Amtsgerichtsgebäude (heutige Adresse: Ulicy Sądowej 1) wurde von 1878 bis 1879 erbaut. Während des Angriffs sowjetischer Truppen auf die Stadt im Zweiten Weltkrieg vom 5. Februar bis 20. März 1945 wurde das Gebäude weitgehend zerstört. Erst 1959 wurden Sicherungsmaßnahmen vorgenommen und von 1969 bis 1974 eine Generalsanierung des Gebäudes durchgeführt. Danach wurde es wieder als Gericht genutzt. Am 30. November 1994 wurde die Anlage unter der Nummer 406/94 in die Denkmalliste eingetragen. Im Jahr 2015 wurde das Gerichtsgebäude renoviert und das Erscheinungsbild der Fassade aus dem 19. Jahrhundert wiederhergestellt.